# 609 v. Chr.
Portal Geschichte | Portal Biografien | Aktuelle Ereignisse | Jahreskalender | Tagesartikel

◄ |
8. Jahrhundert v. Chr. |
7. Jahrhundert v. Chr. |
6. Jahrhundert v. Chr. |
►

◄ | 620er v. Chr. | 610er v. Chr. | 600er v. Chr. | 590er v. Chr. |
580er v. Chr. |
►

◄◄ | ◄ | 612 v. Chr. | 611 v. Chr. | 610 v. Chr. | 609 v. Chr. |
608 v. Chr. |
607 v. Chr. |
606 v. Chr. |
► |
►►

## Ereignisse

### Politik und Weltgeschehen
- Juni: König Josia von Juda stirbt in der Schlacht von Megiddo gegen die Ägypter unter Necho II.[1]
- Die Babylonier erobern Harran, mit der Niederlage des letzten assyrischen Königs Aššur-uballiṭ II. endet das assyrische Reich.

### Wissenschaft und Technik
- Im babylonischen Kalender fällt der Jahresbeginn des 1. Nisannu auf den 20.–21. März[2]; der Vollmond im Nisannu auf den 2.–3. April,[2] der 1. Ululu auf den 14.–15. August[2] und der 1. Tašritu auf den 13.–14. September[2].[3]
- Babylonische Astronomen protokollieren im 17. Regierungsjahr des babylonischen Königs Nabopolassar (609 bis 608 v. Chr.) ihre Beobachtungsergebnisse der Mondfinsternis vom 3.–4. September (14. Ululu).[3]